# Museo Dar Si Said
Il museo Dar Si Said (in arabo دار السي سعيد‎?) è un palazzo storico della fine del XIX secolo e museo a Marrakech, in Marocco.

## Storia
Fu costruito tra il 1894 e il 1900 da Si Sa'id ibn Musa, un visir e ministro della difesa sotto suo fratello Ba Ahmad ibn Musa, che era il Gran Visir e reale sovrano del Marocco durante lo stesso periodo sotto Sultan Abdelaziz (governo dal 1894– 1908). Dopo il 1914, sotto l'amministrazione del protettorato francese, il palazzo servì come sede dei capi regionali di Marrakech. Fu convertito in un museo delle "arti indigene" (arte marocchina) e dell'artigianato del legno nel 1930 o 1932. Nel 1957, dopo l'indipendenza del Marocco, il palazzo fu suddiviso in una sezione museale e una sezione occupata dal Service de l'Artisanat (Agenzia dell'artigianato). Da allora è stato restaurato più volte e oggi è un museo. Dopo i più recenti lavori di ristrutturazione, effettuati dalla Fondation Nationale des Musées di recente creazione, il museo ha riaperto nel 2018 come Museo nazionale della tessitura e dei tappeti.

## Architettura
L'architettura del palazzo è simile nell'ornamento al Palazzo Bahia costruito più a sud da suo padre e suo fratello, ma a differenza di quest'ultimo è costruito su più livelli e ha una disposizione molto diversa. I suoi punti salienti architettonici includono un grande salone dei ricevimenti al piano superiore e un ampio giardino riad con un padiglione centrale in legno dipinto.

## Collezione museale
Le collezioni del museo comprendono un'ampia varietà di oggetti, molti dei quali provenienti dalle regioni meridionali del Marocco. Fino a poco tempo addietro le mostre del museo erano incentrate sull'arte e gli oggetti in legno marocchini. Dopo la sua riapertura, nel 2018, le sue mostre attuali si concentrano sulla tessitura e sui tappeti marocchini.

### Bacino in marmo andaluso
Tra gli oggetti più significativi della collezione vi è un bacino marmoreo riccamente scolpito dell'epoca del Califfato di Cordova. Fu realizzato a Madinat al-Zahra' tra il 1002 e il 1007 per fungere da bacino per le abluzioni ed era dedicato ad 'Abd al-Malik, figlio di al-Mansur, un pezzo di una serie completa. In precedenza fu conservato per secoli presso la Madrasa di Ben Youssef e venne notato per la prima volta da esperti nel 1923. La studiosa Mariam Rosser-Owen ha suggerito che il bacino potrebbe essere stato originariamente importato a Marrakech da Ali ibn Yusuf, che incorporò un certo numero di spolie marmoree, dai palazzi in rovina di Cordova, nella moschea Ben Youssef che costruì nel XII secolo. La vasca sarebbe stata poi riutilizzata per la Madrasa di Ben Youssef, costruita nella stessa zona molto più tardi, dopo che la moschea era caduta in abbandono.

## Galleria d'immagini

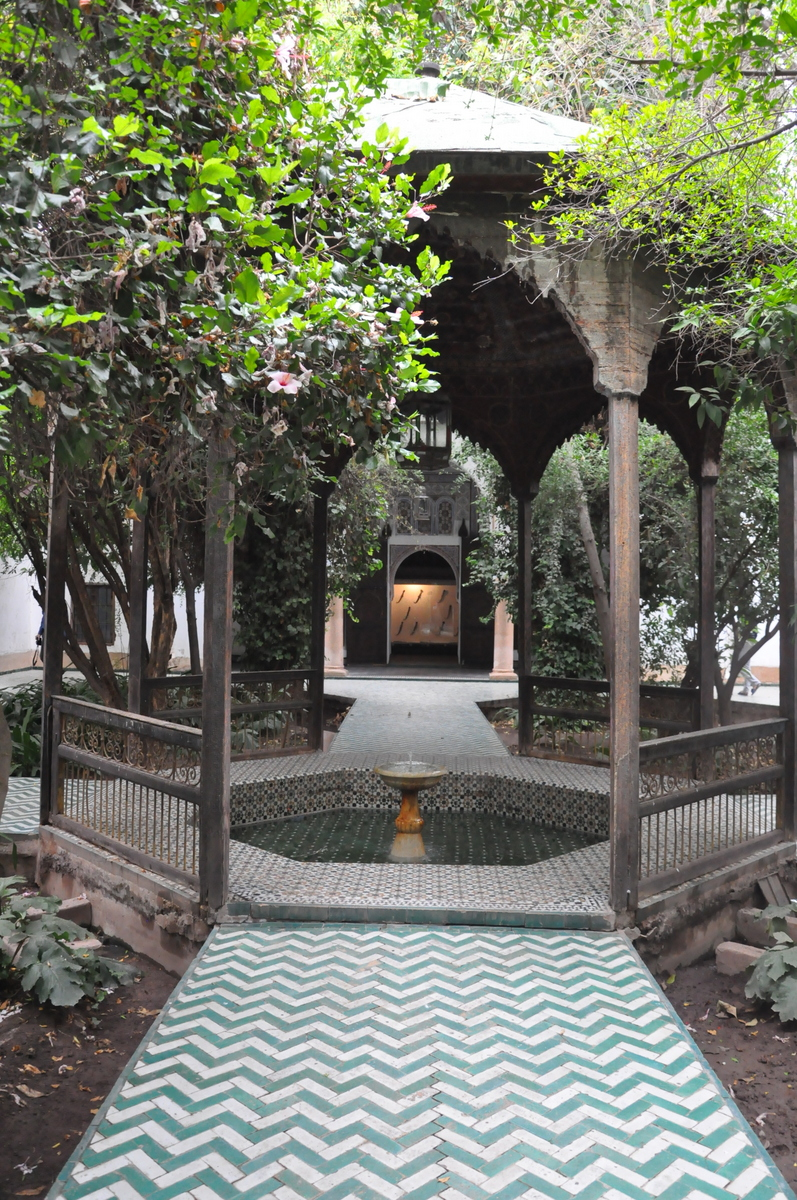
Il giardino del riad
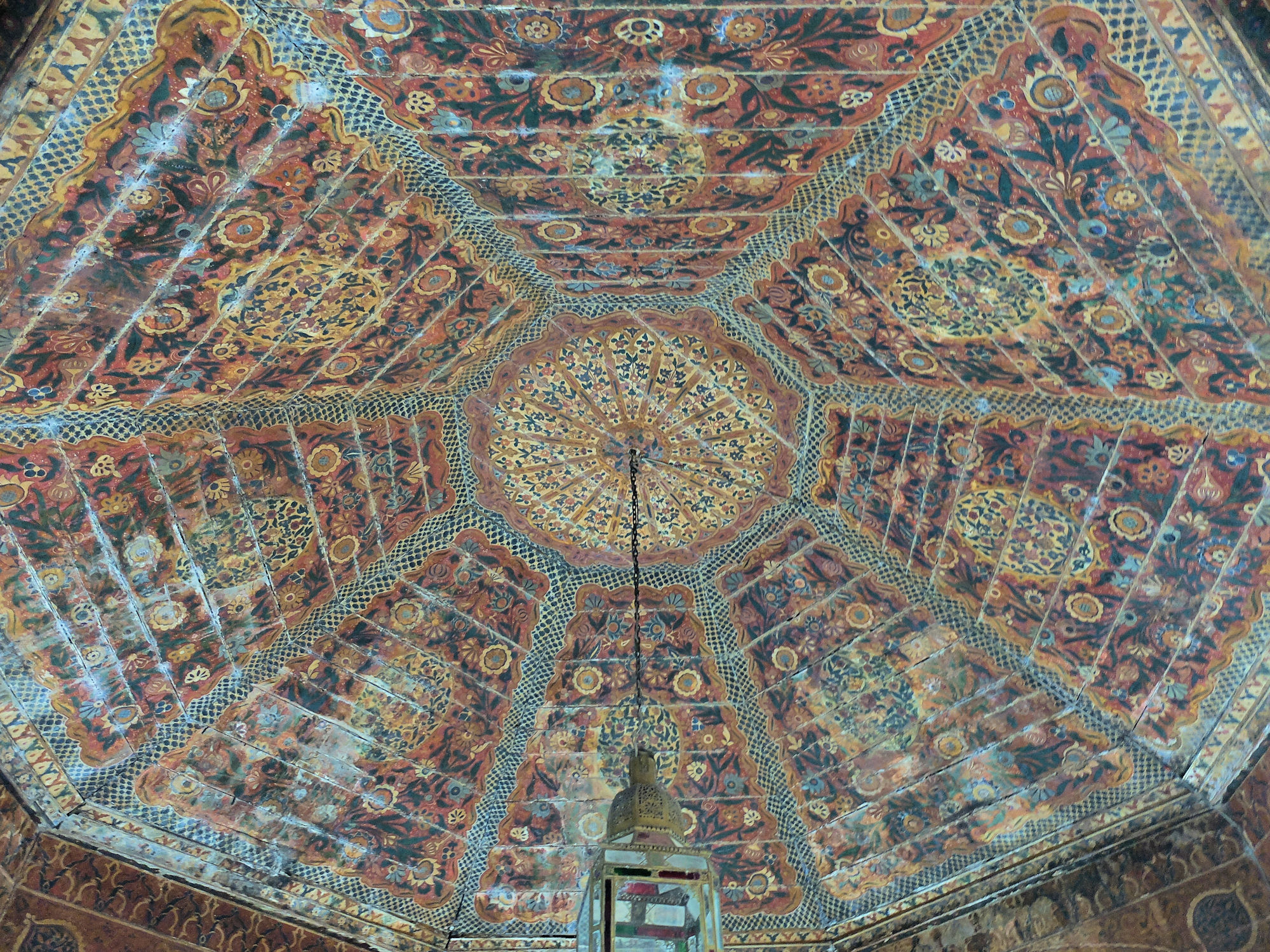
Decorazione dipinta all'interno del padiglione ligneo del giardino
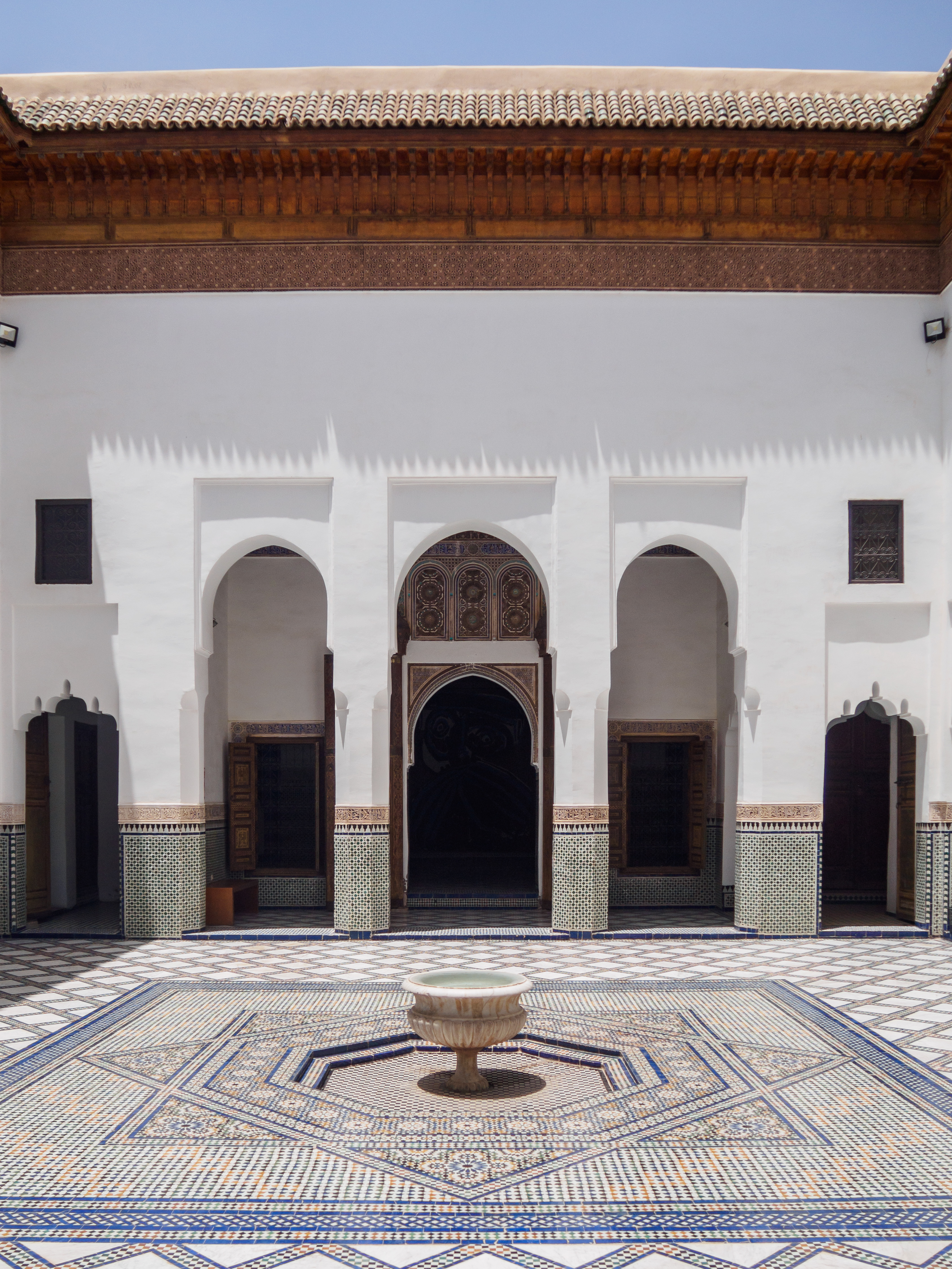
Un cortile con fontana nel palazzo
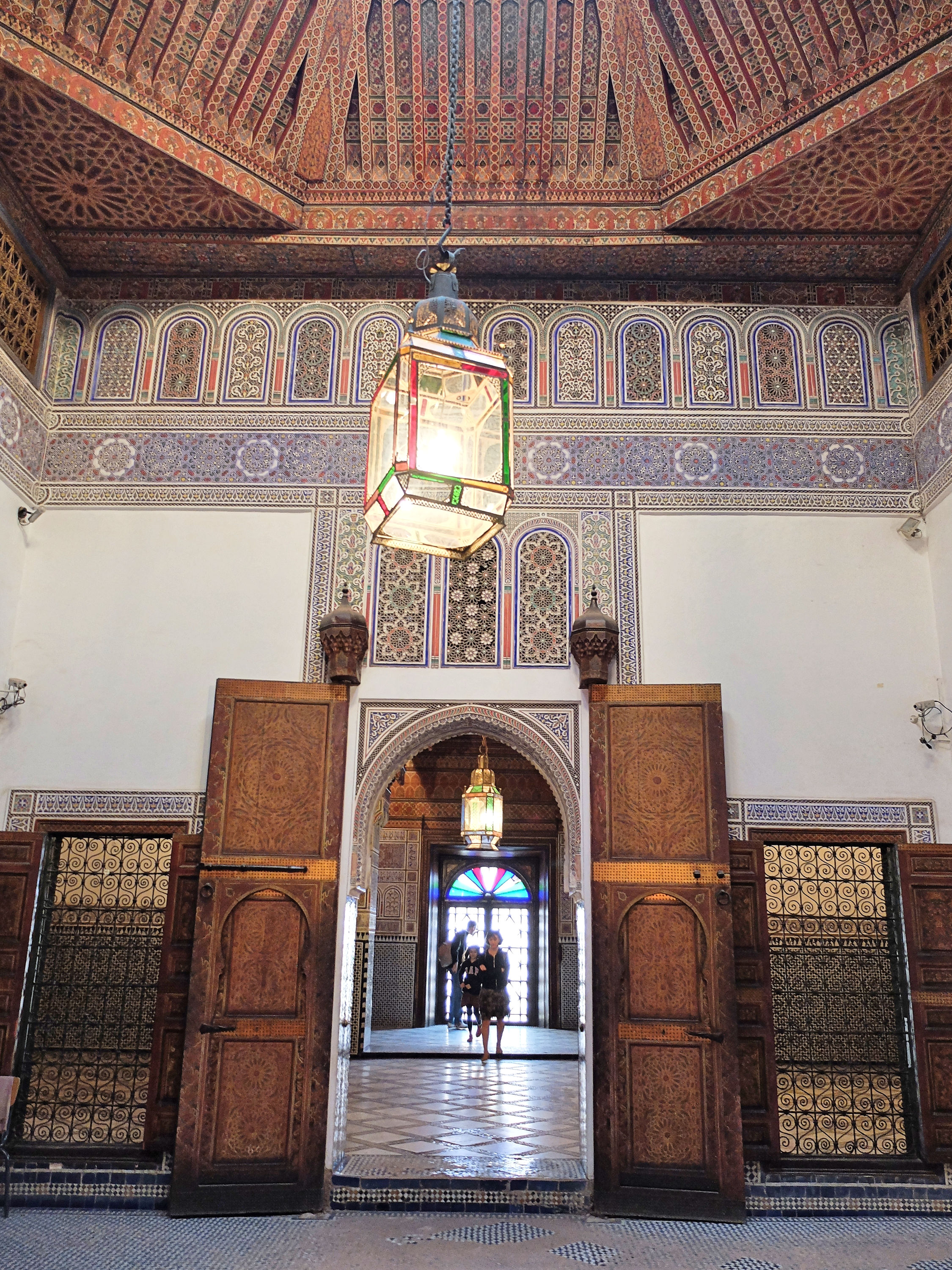
Una delle grandi sale del palazzo
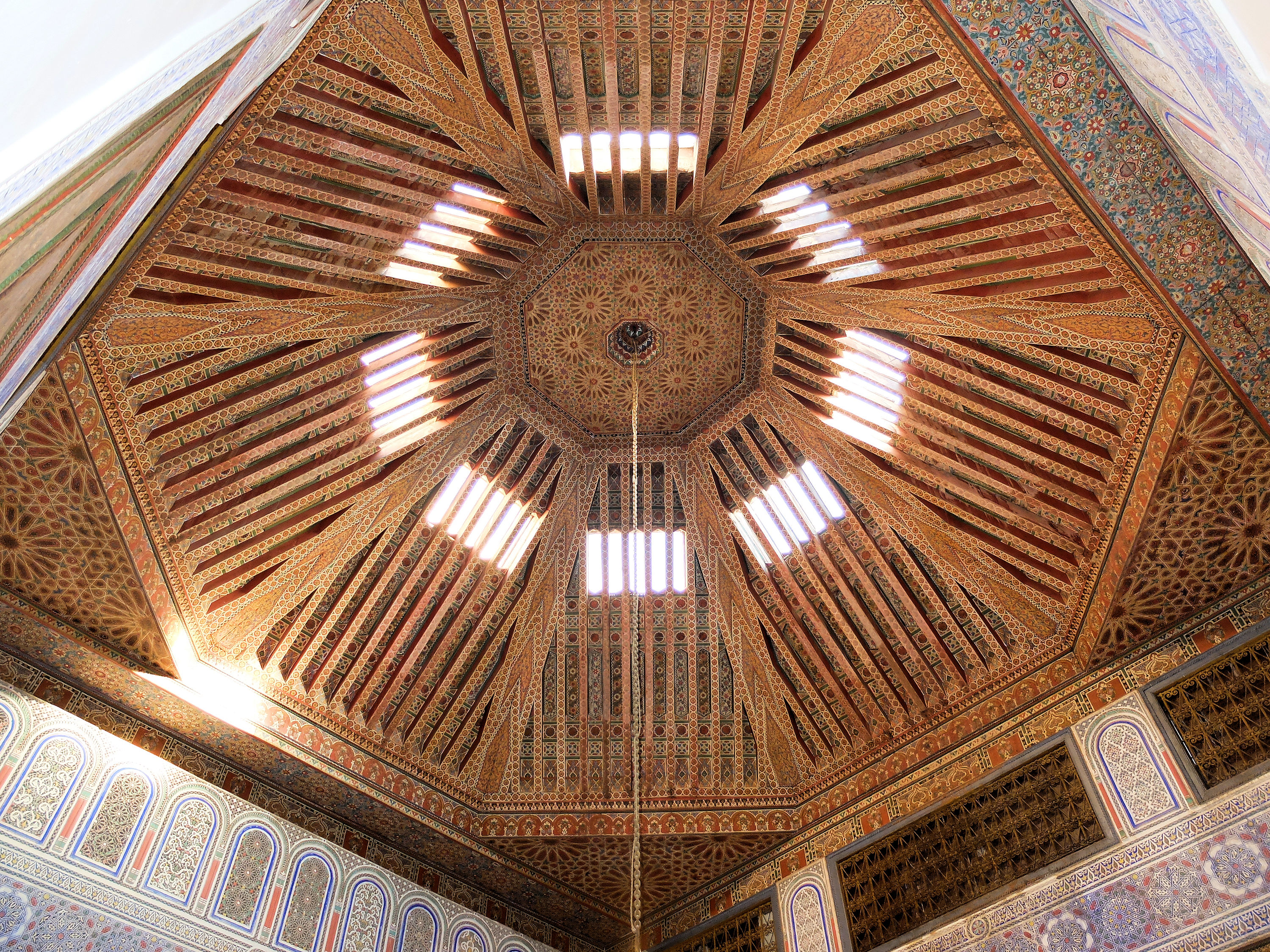
Cupola sopra la grande sala
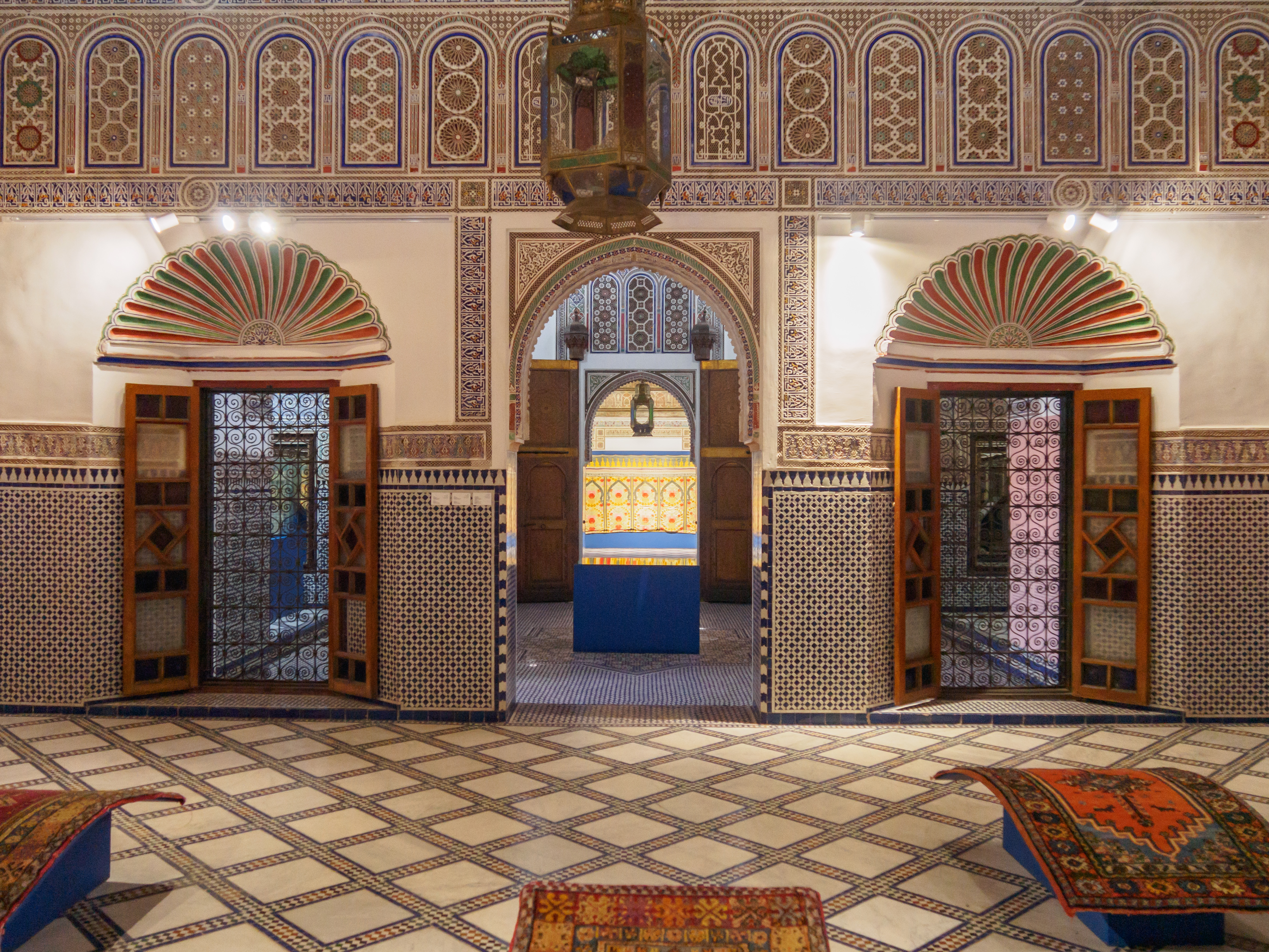
Stanze del palazzo con esposizione sui tappeti marocchini
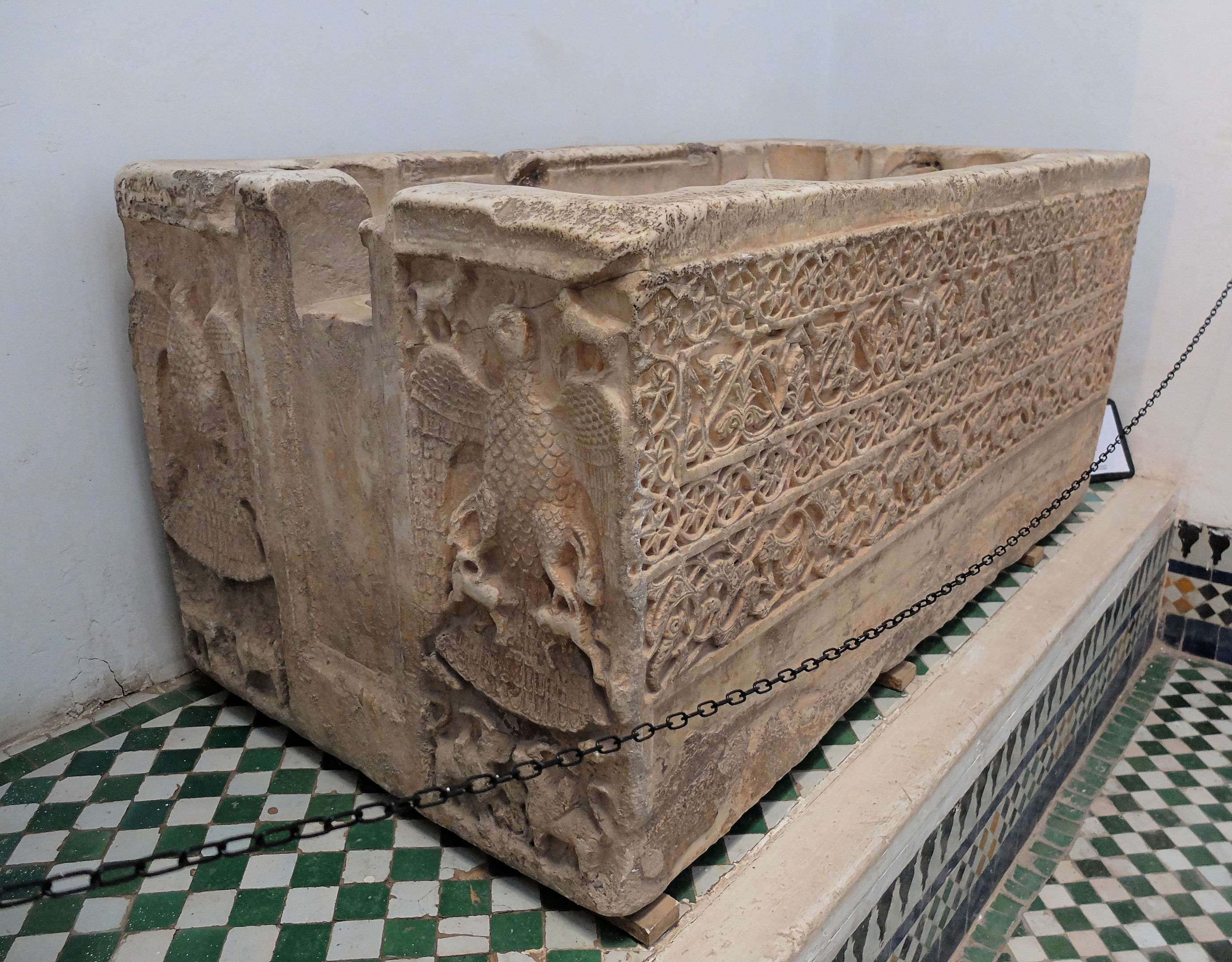
Bacino in marmo scolpito realizzato a Cordova tra il 1002 e il 1007 (periodo tardo califfato)